# Zadie Smith

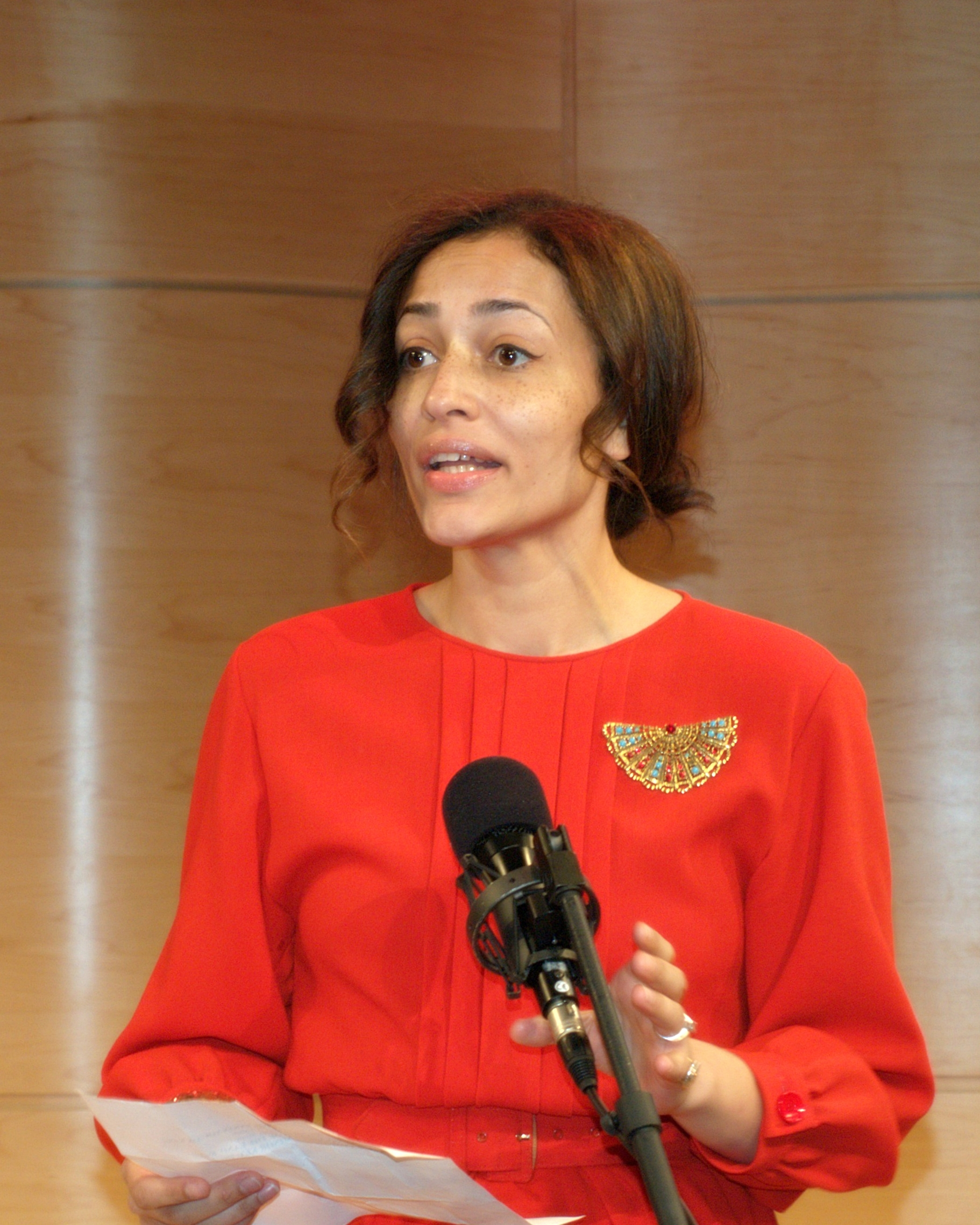
Zadie Smith (2011)

Zadie Smith (* 25. Oktober 1975 in Willesden, London) ist eine britische Schriftstellerin und Hochschullehrerin.

## Leben

### Kindheit und Jugend
Zadie Smith wurde 1975 als Sadie Smith (sie änderte ihren Namen im Alter von 14 Jahren) in einer Arbeitergegend im Nordwesten Londons geboren. Ihre Mutter Yvonne Bailey stammte aus Jamaika und kam 1969 nach England, ihr Vater Harvey Smith war weißer Engländer. Zadie Smith hat eine Halbschwester, einen Halbbruder und zwei jüngere Brüder. Einer von diesen ist der Rapper und Stand-up-Comedian Doc Brown. Ihre Eltern trennten sich, als sie ein Teenager war. Während des Studiums verdiente sie sich ihren Lebensunterhalt als Jazzsängerin und wollte Journalistin werden.

### Wirken
Nach dem Besuch der staatlichen Malorees Junior School und der Hampstead Comprehensive School schrieb Zadie Smith sich am King’s College, Universität Cambridge im Fach Englische Literatur ein. Während des Studiums veröffentlichte sie eine Reihe von Kurzgeschichten in einer Studentenpublikation mit dem Titel May Anthologies. Ein Verleger erkannte ihre Begabung und bot einen Vertrag für ihren Erstling an. Zadie Smith kontaktierte eine Agentur und erhielt auf der Basis von wenig mehr als einem ersten Kapitel einen Vertrag und einen ungewöhnlich hohen Vorschuss, genannt wurden 250.000 Pfund.
White Teeth tauchte auf dem Verlagsmarkt 1997 auf, lange vor der Vollendung. Die Rechte gingen nach einer Auktion an den Verlag Hamish Hamilton. Smith vollendete White Teeth während ihres akademischen Abschlussjahres. Kurz nach der Veröffentlichung 2000 avancierte das Buch zum Bestseller. Es wurde international gepriesen und erhielt eine Reihe von Preisen. Mittlerweile ist es in über zwanzig Sprachen übersetzt worden.
In Interviews beklagte sie sich, der Hype um ihr Debüt habe ihr eine vorübergehende Schreibblockade beschert. Dessen ungeachtet erschien 2002 ihr zweiter Roman The Autograph Man und wurde ein Erfolg. Allerdings fielen die Stimmen der Kritiker im Vergleich zum Debüt zurückhaltender aus.
Nach der Publikation von The Autograph Man besuchte Smith die USA als Fellow am Radcliffe Institute for Advanced Study (Harvard University). Sie begann die Arbeit an einer Essay-Sammlung, The Morality of the Novel, in der sie eine Reihe ausgesuchter Schriftsteller des 20. Jahrhunderts durch das Prisma der Moralphilosophie betrachtet.
Ihr dritter Roman On Beauty erschien im September 2005 und erhielt eine Nominierung für den Man Booker Prize. Das Buch wurde mit dem Orange Prize for Fiction 2006 ausgezeichnet.
Nach einer längeren Periode, in der Smith vor allem Essays veröffentlichte, erschien im Herbst 2012 ihr vierter Roman NW, dessen Geschichte im Londoner Viertel Willesden angesiedelt ist, in dem Smith 1975 geboren wurde. Zwei Jahre später erschien ihr fünfter Roman Swing Time, die Geschichte einer Mädchenfreundschaft und der gemeinsamen Liebe zum Tanz, dessen „universelle Sprache Geschlecht, Klasse, ja sogar Zeit zu überwinden scheint.“ Im Oktober 2019 erschien mit Grand Union Smiths erste Sammlung von Kurzgeschichten.
Nachdem sie zeitweilig an der Columbia University und der Harvard University Literatur unterrichtet hatte, erhielt sie 2010 eine Professur für Kreatives Schreiben an der New York University. 2017 wurde sie als Ehrenmitglied in die American Academy of Arts and Letters gewählt, 2023 als Mitglied in die American Academy of Arts and Sciences.
2019 wurde Smith in die Anthologie New Daughters of Africa von Margaret Busby aufgenommen.
Im Jahr 2023 erschien ihr erster historischer Roman „The Fraud“ (deutscher Titel: „Betrug“), in dem die Geschichte des verschollenen englischen Adligen Roger Tichborne verarbeitet wird.

### Privatleben
Zadie Smith ist seit 2004 mit dem Schriftsteller Nick Laird verheiratet. Das Paar hat zwei Kinder und lebt in New York und London.

## Werke

### Romane
- 2000 White Teeth.
  - Zähne zeigen. Ins Deutsche übertragen von Ulrike Wasel und Klaus Timmermann. Droemer Verlag, München 2000, ISBN 3-426-19546-1.
- 2002 The Autograph Man.
  - Der Autogrammhändler. Ins Deutsche übertragen von Ulrike Wasel und Klaus Timmermann. Droemer Verlag, München 2003, ISBN 3-426-62664-0.
- 2005 On Beauty.
  - Von der Schönheit. Ins Deutsche übertragen von Marcus Ingendaay. Verlag Kiepenheuer und Witsch, Köln 2006, ISBN 3-462-03716-1.
- 2012 NW.[10]
  - London NW. Ins Deutsche übertragen von Tanja Handels. Verlag Kiepenheuer & Witsch, Köln 2014, ISBN 978-3-462-04557-4.[11][12]
- 2016 Swing Time.
  - Swing Time. Ins Deutsche übertragen von Tanja Handels. Verlag Kiepenheuer & Witsch, Köln 2017, ISBN 978-3-462-04947-3.[6]
- 2023 The Fraud.
  - Betrug. Ins Deutsche übertragen von Tanja Handels. Verlag Kiepenheuer & Witsch, Köln 2023, ISBN 978-3-462-00544-8.

### Erzählungen
- Mirrored Box. In: The May Anthology of Oxford and Cambridge Short Stories. 1995.
- The Newspaper Man. In: The May Anthology of Oxford and Cambridge Short Stories. 1996.
- Mrs. Begum’s Son and the Private Tutor. In: The May Anthology of Oxford and Cambridge Short Stories. 1997.
- Picnic, Lightning. In: The May Anthology of Oxford and Cambridge Short Stories. 1997.
- Stuart. In: The New Yorker. 27. Dezember 1999.
- I’m the Only One. In: Speaking with the Angel. Hrsg. Nick Hornby, 2000.
- The Girl with Bangs. In: Timothy McSweeney’s Quarterly Concern. Issue 6, 2001.
- The Wrestling Match. In: The New Yorker. 17. Juni 2002.
- The Trials of Finch. In: The New Yorker. 13. Dezember 2002.
- Martha, Martha. In: Granta 81: Best of Young British Novelists. 2003.
- Hanwell in Hell. In: The New Yorker. 27. September 2004.
- Martha and Hanwell. 2005, Sammelband. Enthält die beiden Kurzgeschichten Martha, Martha (2003) und Hanwell in Hell (2004).
- Hanwell Senior. In: The New Yorker. 14. Mai 2007.
- Permission to Enter. In: The New Yorker. 30. Juli 2012.
- The Embassy of Cambodia. In: The New Yorker. 11. Februar 2013.
  - Die Botschaft von Kambodscha / The Embassy of Cambodia. Zweisprachig, dt. von Tanja Handels. Kiepenheuer & Witsch, 2014, ISBN 978-3-462-04685-4.
- Meet the President! In: The New Yorker. 5. August 2013.
- Moonlit Landscape with Bridge. In: The New Yorker. 10. Februar 2014.
- The Big Week. In: Paris Review. Sommer 2014
- Escape from New York. In: The New Yorker. 8. Juni 2015.
- Two Men Arrive in a Village. In: The New Yorker. 6. Juni 2016.
- The Lazy River. In: The New Yorker. 11. Dezember 2017.
- No More Than Ever. In: The New Yorker. 23. Juli 2018.
- Grand Union. Stories. 2019, Sammelband. Enthält 19 Kurzgeschichten, davon 11 bis dato unveröffentlicht.

### Bühnenstücke
- The Wife of Willesden (nach Geoffrey Chaucer: The Wife of Bath aus Canterbury Tales), Erstaufführung am 18. November 2021, Kiln Theatre, London; Regie: Indhu Rubasingham

### Non-Fiction
- On the Road: American Writers and Their Hair. Essay, in: Timothy McSweeney’s Festival of Literature, Theater, and Music. 2001.
- We Proceed in Iraq as Hypocrites and Cowards – and the World Knows It. Artikel über den Irakkrieg, in: The Guardian. 27. Februar 2003.
- The Divine Ms H. Essay über Katharine Hepburn, in: The Guardian. 1. Juli 2003.
- The Limited Circle is Pure. Essay über Franz Kafka, in: The New Republic. 3. November 2003, anlässlich einer Neuausgabe von Kafkas Der Prozess, für die Smith auch ein Vorwort schrieb.
- Love, Actually. Essay über E. M. Forster, in: The Guardian. 1. November 2003.
- You Are In Paradise. Essay über Ferien, in: The New Yorker. 14. Juni 2004.
- Shades of Greene. Einleitung zu einer Neuausgabe von Graham Greenes Roman Der stille Amerikaner, in: The Guardian. 18. September 2004.
- The Zen of Eminem. Essay über Eminem, in: VIBE. 2005.
- We are Family. Interview mit ihrem Bruder, dem Rapper Doc Brown, in: The Guardian. 4. März 2005.
- Nature’s Work of Art. Essay über Greta Garbo, in: The Guardian. 15. September 2005.
- Fail Better. Essay über das Schreiben, in: The Guardian. 13. Januar 2007.
  - Deutsch unter dem Titel: Besser scheitern. In: Frankfurter Allgemeine Sonntagszeitung. Essay, 28. Januar 2007.
- What Does Soulful Mean? Essay über Zora Neale Hurstons Roman Und ihre Augen schauten Gott, in: The Guardian. 1. September 2007.
- F. Kafka, Everyman. Besprechung von Louis Begleys Buch The Tremendous World I Have Inside My Head. Franz Kafka. A Biographical Essay, in: The New York Review of Books. 17. Juli 2008.
- Dead Man Laughing. Essay über den Humor in ihrer Familie, in: The New Yorker. 22. und 29. Dezember 2008.
- Changing My Mind: Occasional Essays. Sammlung von Essays über das Schreiben, 2009.
  - Sinneswechsel. Gelegenheitsessays. Dt. von Tanja Handels. Kiepenheuer und Witsch, Köln 2015, ISBN 978-3-462-04658-8.
- An Essay is an Act of Imagination. It still Takes Quite as Much Art as Fiction. Essay über den Roman, in: The Guardian. 21. November 2009.
- Generation Why? Besprechung des Films The Social Network und des Buches You Are Not a Gadget: A Manifesto von Jaron Lanier, in: The New York Review of Books. 25. November 2010.
- Killing Orson Welles at Midnight. Besprechung des 24-Stunden-Filmprojekts The Clock von Christian Marclay, in: The New York Review of Books. 28. April 2011.
- Monsters. Essay über 9/11, zehn Jahre danach, in: The New Yorker. 12. September 2011.
- The North West London Blues. Essay über urbanen Verfall, in: The New York Review of Books. 2. Juni 2012.
- Love in the Gardens. Essay über Gärten, in: The New York Review of Books. 7. November 2013.
- Man vs. Corpse. Essay über Karl Ove Knausgård und italienische Malerei, in: The New York Review of Books. 5. Dezember 2013.
- Elegy for a Country’s Seasons. Essay über das englische Hinterland, in: The New York Review of Books. 3. April 2014.
- On „Crash“. Essay über J. G. Ballard, in: The New York Review of Books. 10. Juli 2014.
- Find Your Beach. Essay über Manhattan, in: The New York Review of Books. 23. Oktober 2014.
- Windows on the Will. Essay über Schopenhauer sowie die Filme The Polar Express und Anomalisa, in: The New York Review of Books. 10. März 2016.
- Fences. A Brexit Diary. Essay über den Brexit, in: The New York Review of Books. 18. August 2016.
- On Optimism and Despair. Rede zur Verleihung des WELT-Literaturpreises 2016, in: The New York Review of Books. 22. Dezember 2016.[13]
- Lynette Yiadom-Boakye’s Imaginary Portraits. Essay über die britisch-ghanaische Künstlerin Lynette Yiadom-Boakye, in: The New Yorker. 19. Juni 2017.
- Feel Free: Essays. Hamish Hamilton, 2018.
  - Freiheiten. Essays. Dt. von Tanja Handels. Kiepenheuer & Witsch, Köln 2019, ISBN 978-3-462-05214-5.
  - Das Ich, das ich nicht bin. „Philip Roth Lecture“ in der New York Public Library, erschienen 2018 in Feel Free. Essays, auf Deutsch von Tanja Handels, Deutschlandfunk, 2019.
- Fascinated to Presume: In Defense of Fiction. Essay über Fiktion, in: The New York Review of Books. 24. Oktober 2019.[14]
- The American Exception. Kommentar über Amerika und Trump in der Coronakrise, in: The New Yorker. 10. April 2020.[15]
- Intimations: Essays. Penguin Books, 2020.
  - Betrachtungen. Corona-Essays. Deutsch von Tanja Handels, Kiepenheuer & Witsch, Köln 2020, ISBN 978-3-462-30311-7 (nur als E-Book erschienen).
- Toyin Ojih Odutola’s Visions of Power. Essay über die nigerianische Künstlerin Ojih Odutola. in: The New Yorker. 17. August 2020.[16]

### Als Herausgeberin
- Piece of Flesh. 2001.
- The Book of Other People. 2007.

## Preise und Auszeichnungen
Für White Teeth:
- 2000 EMMA (BT Ethnic and Multicultural Media Award) for Best Book/Novel
- 2000 EMMA (BT Ethnic and Multicultural Media Award) for Best Female Media Newcomer
- 2000 Guardian First Book Award
- 2000 James Tait Black Memorial Prize (for fiction)
- 2000 Mail on Sunday/John Llewellyn Rhys Prize (shortlist)
- 2000 Whitbread First Novel Award
- 2001 Authors’ Club First Novel Award (shortlist)
- 2001 Commonwealth Writers Prize (Overall Winner, Best First Book)
- 2001 Orange Broadband Prize for Fiction (shortlist)
- 2001 WH Smith Award for Best New Talent

Für The Autograph Man:
- 2003 Wingate Literary Prize
- 2003 Orange Broadband Prize for Fiction (shortlist)
- 2003 Sunday Times Young Writer of the Year Award (shortlist)

Für On Beauty:
- 2005 Man Booker Prize for Fiction (shortlist)
- 2006 Bollinger Everyman Wodehouse Prize (shortlist)
- 2006 British Book Awards Decibel Writer of the Year (shortlist)
- 2006 Commonwealth Writers’ Prize (Eurasia Region, Best Book) (shortlist)
- 2006 Anisfield-Wolf Book Award
- 2006 Orange Broadband Prize for Fiction
- 2006 Somerset Maugham Award

Für Swing Time:
- 2017 Man Booker Prize (longlist)

Für Feel Free (Essays):
- 2018 National Book Critics Circle Award (Literaturkritik)

Für das Gesamtwerk:
- 2016 Welt-Literaturpreis
- 2018 Österreichischer Staatspreis für Europäische Literatur[17]